# Muestra estadística

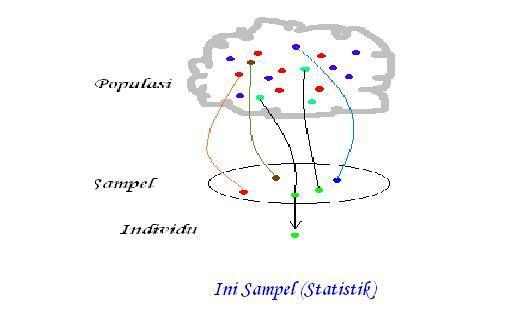
Descripción de la recogida de muestras en estadística.

En estadística, una muestra es un subconjunto de casos o individuos de una población. En diversas aplicaciones, interesa que una muestra sea representativa, debe escogerse una técnica de muestra adecuada que produzca una muestra aleatoria adecuada. También es un subconjunto de la población, y para ser representativa, debe tener las mismas características de la población. 
Si se obtiene una muestra sesgada, su interés y utilidad son más limitados, en función del grado de sesgos que presente.
Como un subgrupo o subconjunto representativo de la población, extraída seleccionada por algún método de muestreo, la muestra siempre es una parte de la población. Si se tienen varias poblaciones, entonces se tendrán varias muestras. La muestra debe poseer toda la información deseada para tener la posibilidad de extraerla, y esto solo se puede lograr con una buena selección de la muestra y un trabajo muy cuidadoso y de alta calidad en la recolección de datos.[cita requerida]

## Introducción
Las muestras se obtienen con la intención de inferir propiedades de la totalidad de la población, para lo cual deben ser representativas de la misma (una muestra representativa se denomina técnicamente muestra aleatoria). Para cumplir esta característica, la inclusión de sujetos en la muestra debe seguir una técnica de muestreo. En tales casos, puede obtenerse una información similar a la de un estudio exhaustivo con mayor rapidez y menor coste (véanse las ventajas de la elección de una muestra, más abajo).[cita requerida]
Por otra parte, en ocasiones, el muestreo puede ser más exacto que el estudio de toda la población porque el manejo de un menor número de datos genera también menos errores en su manipulación. En cualquier caso, el conjunto de individuos de la muestra son los sujetos realmente estudiados.[cita requerida]
El número de sujetos que componen la muestra suele ser bastante inferior a la población total, aunque suficiente grande como para que la estimación de los parámetros determinados tenga un nivel de confianza adecuado. Para que el tamaño de la muestra sea idóneo, es preciso recurrir a su cálculo.
La muestra, desde el punto de vista más genérico de la palabra, se trata de una representación a pequeña escala de algo que tiene la misma calidad pero en mayor cantidad. Las muestras sirven para demostrar que lo que se quiere obtener está bien sin necesidad de comprobar la calidad del producto completo. La aplicación de esta palabra abarca muchos campos en los que la escala de demostración es importante; sin embargo, los más frecuentes son la química, la biología, la economía y el comercio (mercadotecnia). En la química, una muestra es una pequeña parte de un organismo o de una sustancia que se someterá a estudios o análisis y pruebas experimentales. Las muestras químicas se toman del organismo con mucha precaución, con el fin de no dañar la especie que se busca estudiar y conocer a pequeña escala aquello que, según se presume, tiene las mismas características generalmente. Una muestra biológica, al igual que la muestra química, se hace en las mismas condiciones y básicamente para el mismo fin.[cita requerida]

## Otras definiciones relacionadas

### Espacio muestral
El espacio muestral del que se toma una muestra concreta está formado por el conjunto de todas las posibles muestras que se pueden extraer de una población mediante una determinada técnica de muestreo.[cita requerida]
Para una población finita de n individuos, el espacio muestral está formado por {\displaystyle 2^{n}} subconjuntos posibles (considerando el conjunto vacío entre ellos). En la práctica, a veces se usan espacios muestrales idealizados con un número infinito de puntos indexados por un conjunto variables reales.[cita requerida]

### Parámetro estadístico o estadístico muestral
Un parámetro estadístico o simplemente un estadístico muestral es cualquier valor calculado a partir de la muestra. Por ejemplo, la media, la varianza o una proporción que describe a una población y puede estimarse a partir de una muestra. Un estadístico muestral es un tipo de variable aleatoria y, como tal, tiene una distribución de probabilidad concreta, frecuentemente caracterizada por un conjunto finito de parámetros.[cita requerida]

### Estimación
Una estimación estadística es cualquier técnica para conocer un valor aproximado de un parámetro referido a la población, a partir de los estadísticos muestrales calculados a partir de los elementos de la muestra. Si se estima el suficiente número de parámetros, puede aproximarse de manera razonable la distribución de probabilidad de la población para ciertas variables aleatorias.[cita requerida]

### Nivel de confianza
El nivel de confianza de una aseveración basada en la inferencia estadística es una medida de la bondad de la estimación realizada a partir de estadísticos muestrales. Generalmente, se usan niveles de confianza para intervalos de confianza o bien p-valores que miden la probabilidad de errores de tipo I (probabilidad de rechazar una cierta hipótesis que se considera correcta).[cita requerida]

### Ejemplo
Se tiene una población de 222.222 habitantes y se quiere conocer cuántos de ellos son hombres y cuántos de ellos son mujeres. Se conjetura que cerca del 50% son mujeres y el resto hombres, pero se quiere seleccionar una muestra para determinar cuántos hombres y mujeres hay en la muestra y, a partir de ahí, inferir el porcentaje exacto de hombres y mujeres en la población total. La descripción de una muestra y los resultados obtenidos sobre ella pueden ser del tipo que aparece en el siguiente ejemplo:
| Dimensión de la población: | 222.222 habitantes |
| Probabilidad del evento:   | hombre o mujer 50% |
| Nivel de confianza:        | 95%                |
| Desviación tolerada:       | 5%                 |
| Resultado                  | 196                |
| Tamaño de la muestra:      | 270                |

La interpretación de esos datos puede ser la siguiente:
- La población a investigar tiene 222.222 habitantes y se desea saber cuántos son hombres o mujeres.
- Se estima un 50% para cada sexo y, para el propósito del estudio, es suficiente un 90% de seguridad con un nivel de entre 90 - 5 y 90 + 5.
- Se genera una tabla de 270 números al azar entre 1 y 222.222 y, en un censo numerado, se comprueba el género para los seleccionados.

## Ventajas de la elección de una muestra
El estudio de muestras es preferible, en la mayoría de los casos, por las siguientes razones:
- Si la población es muy grande (en ocasiones, infinita, como ocurre en determinados experimentos aleatorios) y, por tanto, imposible de analizar en su totalidad.
- Las características de la población varían si el estudio se prolonga demasiado tiempo.
- Reducción de costos: al estudiar una pequeña parte de la población, los gastos de recogida y tratamiento de los datos serán menores que si se obtienen del total de la población.
- Rapidez: al reducir el tiempo de recogida y tratamiento de los datos, se consigue mayor rapidez.
- Viabilidad: la elección de una muestra permite la realización de estudios que serían imposible hacerlo sobre el total de la población.
- La población es suficientemente homogénea respecto a la característica medida, con lo cual resultaría inútil malgastar recursos en un análisis exhaustivo (por ejemplo, muestras sanguíneas).
- El proceso de estudio es destructivo o es necesario consumir un artículo para extraer la muestra (ejemplos: vida media de una bombilla, carga soportada por una cuerda, precisión de un proyectil y otros).[cita requerida]

## Descripción matemática de una muestra aleatoria
El uso de muestras para deducir fiablemente características de la población requiere que se trate con muestras aleatorias. Si la muestra estadística considerada no constituye una muestra aleatoria, las conclusiones basadas en dicha muestra no son fiables y en general estarán sesgadas en algún aspecto.[cita requerida]
En términos matemáticos, dada una variable aleatoria X con una distribución de probabilidad F, una muestra aleatoria de tamaño N es un conjunto finito de N variables independientes, con la misma distribución de probabilidad F.
Otra forma más intuitiva de entender una muestra es considerar que una muestra es una sucesión de N experimentos independientes de una misma cantidad. Es importante diferenciar una muestra de tamaño N o, más exactamente, un muestreo de tamaño N, del resultado concreto de los N experimentos (que, como conjunto de valores fijos, en sí mismo, no es una muestra). El concepto de muestra incluye de alguna manera el procedimiento escogido para obtener los datos (es decir, si las variables aleatorias consideradas son independientes entre sí, y si tienen la misma distribución).[cita requerida]
En general, resulta muy fácil comprobar si una determinada muestra es o no aleatoria, cosa que sólo puede hacerse considerando otro tipo de muestreos aleatorios robustos que permitan decir si la primera muestra era aleatoria o no.[cita requerida]